# Kesen (Meteorit)
Koordinaten: 38° 59′ 40″ N, 141° 37′ 0″ O
Der Kesen (jap. 気仙隕石, Kesen inseki) ist der größte in Japan gefundene Meteorit. Er wird als gewöhnlicher Chondrit der Gruppe H4 klassifiziert.
Der Meteorit schlug nach Aufzeichnungen des Shogunat-Statthalters (代官, daikan) und des Kreismagistraten (郡奉行, kōri bugyō) am 13. Juni 1850 in einem Feld vor dem Tempel Chōen-ji (長圓寺, auch 長円寺) im heutigen Ortsteil Kesenchō-Ushizawa in Rikuzentakata in der Präfektur Iwate ein.
Da dies als schlechtes Omen gedeutet wurde, wurden vorsorglich Dämonen mit einem „Tigertanz“ (虎舞, toramai) abgewehrt, der auch heute noch als Futsukaichi Toramai (二日市虎舞) alljährlich aufgeführt wird.
Als der Meteorit 1894 dem Kaiserlichen Museum (heute Nationalmuseum Tokio) übergeben wurde, war er 135 kg (36 kan) schwer, wobei zuvor bereits Teile entfernt worden waren. Für wissenschaftliche Untersuchungen wurden dann wiederum Stücke entnommen, so dass der Meteorit heute nur noch 106 kg wiegt. Dieses größte Teilstück ist im Nationalmuseum der Naturwissenschaften ausgestellt.